# Morena Baccarin
Morena Baccarin, née le 2 juin 1979 à Rio de Janeiro (Sud-Est, Brésil) est une actrice américano-brésilienne.
Elle se fait connaître à la télévision pour ses interprétations dans plusieurs séries télévisées américaines ayant marqué l'univers de la pop culture, avec les rôles d'Inara Serra dans Firefly (2002-2003) et d'Adria dans Stargate SG-1 (2006-2007). Elle retrouve ces deux personnages dans des longs métrages, la première dans Serenity (2005) et la seconde dans Stargate : L'Arche de vérité (2008).
Par la suite, elle poursuit son parcours à la télévision, étant tour à tour Anna dans V (2009-2011), Jessica Brody dans Homeland (2011-2013) ou encore Erica Flynn dans Mentalist (2011-2014).
Elle devient également une fidèle de la maison DC Comics, d'abord via l'animation en prêtant sa voix à Dinah Lance / Black Canary dans Justice League (2005-2006) et Cheetah dans Batman: The Brave and the Bold (2011), puis dans des séries en prises de vues réelles, en prêtant sa voix à Gideon dans Flash (2014-2023) et en incarnant le Dr Leslie Thompkins dans Gotham (2015-2019). Elle interprète également Talia al Ghul dans les films d'animation Son of Batman et Batman: Bad Blood (2016). En parallèle, elle joue au cinéma le personnage de la maison Marvel Comics, Vanessa Carlysle, dans le film Deadpool (2016) et ses suites (2018 et 2024).

## Biographie

### Jeunesse et formation
Morena Baccarin naît le 2 juin 1979 à Rio de Janeiro, dans la région Sud-Est. Elle est fille de Fernando Baccarin, journaliste brésilien d'origines italienne et libanaise, et Vera Lúcia Setta, actrice de cinéma et de la télévision, brésilienne d'origines italienne et portugaise.
À ses dix ans, Morena Baccarin s'est installée avec sa famille à Greenwich Village, New York, aux États-Unis.
Plus tard, elle s'est inscrite à l'école Fiorello H. LaGuardia High School of Music & Art and Performing Arts (l'université vedette du film Fame) avant d'intégrer le programme de théâtre à l'école Juilliard. Wes Bentley y était un de ses camarades de classe.

### Carrière

#### Débuts et progression télévisuelle
Morena Baccarin apparaît pour la première fois à l'écran pour la comédie improvisée Perfume, sortie en 2001, puis se distingue dans le premier rôle féminin de la comédie dramatique indépendante Way Off Broadway. Peu avant son installation à Los Angeles, elle apparaît aux côtés de Natalie Portman pour son rôle dans la pièce La Mouette, jouée à Central Park pendant l'été de la même année.
L'année 2002 lui permet surtout de faire ses débuts à la télévision américaine : Joss Whedon lui confie le rôle d'Inara Serra dans sa série de science-fiction Firefly. Le programme, salué par la critique, est néanmoins un échec d'audience et s'arrête prématurément.
La chaîne la remarque néanmoins, et lui confie la saison suivante le premier rôle féminin de la série dramatique Still Life, aux côtés du populaire Jensen Ackles, mais c'est un nouvel échec.

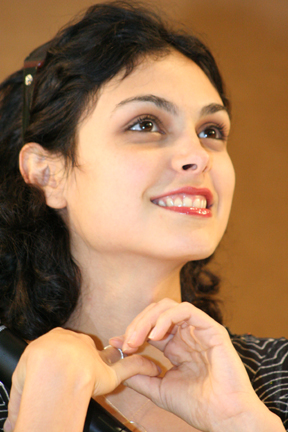
En décembre 2005, à une convention de fans de la série Firefly et du film Serenity.

En septembre 2005, le culte créé autour de la série Firefly lui permet de retrouver son rôle d'Inara Serra pour le film de science-fiction Serenity, toujours écrit et réalisé par Joss Whedon. Ce premier essai au cinéma est acclamé par la critique, mais déçoit au box-office.
En 2006, elle se contente d'enchaîner les apparitions dans des séries : deux épisodes de Newport Beach, puis de la sitcom How I Met Your Mother, où le personnage de Barney, qu'elle appelle par erreur « Swarley », la décrit comme ayant des « yeux de dingue ».
Elle capitalise ensuite sur son aura de figure emblématique de la culture populaire en prêtant sa voix à Black Canary dans plusieurs épisodes de la série animée Justice League Unlimited et en jouant le rôle d'Adria dans son apparence adulte, un ennemi récurrent dans la dixième saison de Stargate SG-1. Elle y apparaît pour la première fois dans l'épisode Counterstrike, et la dernière fois dans le téléfilm Stargate : L'Arche de vérité, diffusé en 2008.
Le 22 décembre 2006, elle incarne le rôle de Lisa Cruz dans la série Justice, et le 16 février 2007, elle incarne Sara Samari dans la série Las Vegas. En 2007, elle retrouve enfin un rôle principal, en jouant une infirmière dans la série médicale Heartland. La série est arrêtée au bout d'une saison, mais elle enchaîne en 2009, avec le rôle d'Anna, le leader des visiteurs dans V, le remake de la saga de science-fiction éponyme. La série ne dure que deux saisons, mais sa performance de femme de pouvoir impitoyable est remarquée.

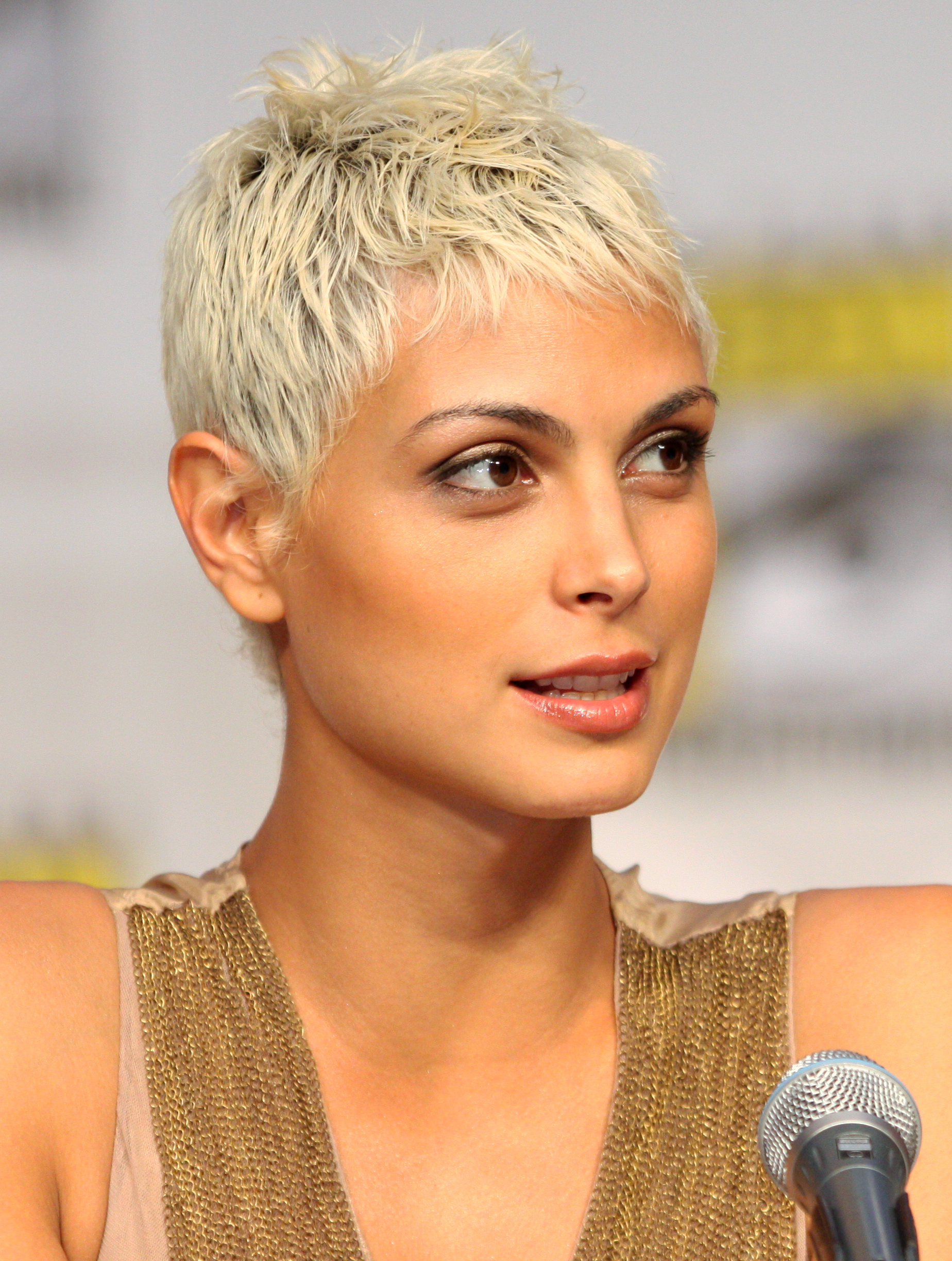
Lors de l'édition 2010 de la Comic-Con de San Diego pour la promotion de la série V.

Elle apparaît, l'année suivante, dans l'épisode 19 de la troisième saison de la série policière Mentalist qui la voit jouer le rôle d'Erica, une jeune veuve. Elle reprend le rôle, en 2012, dans le quinzième épisode de la quatrième saison ainsi qu'en 2014 dans le troisième épisode de la septième saison,.

#### Reconnaissance télévisuelle et cinéma

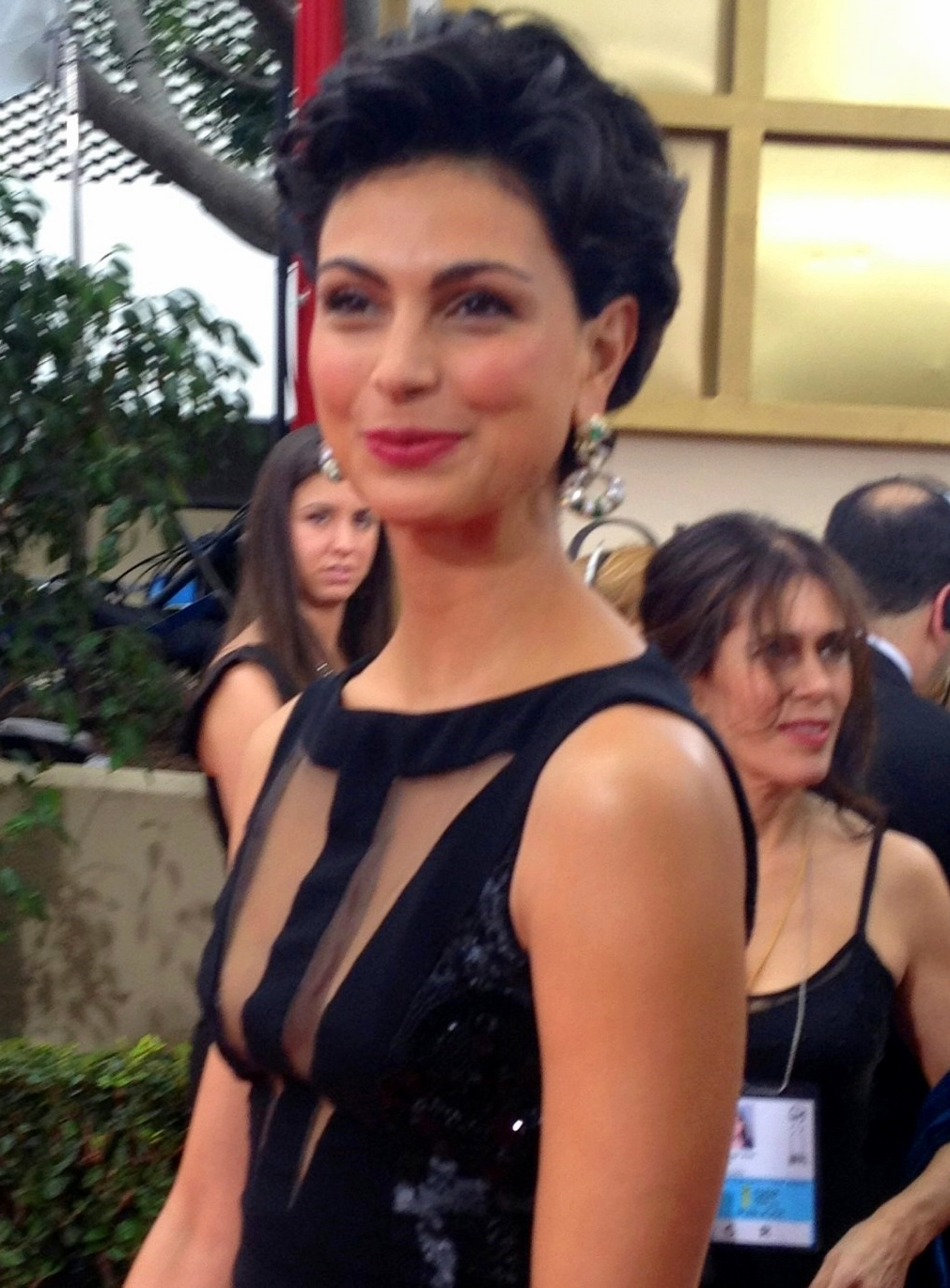
Morena Baccarin à la 69e cérémonie des Golden Globes en janvier 2012, pour Homeland.

En 2011, Morena Baccarin est enfin révélée internationalement en tenant l'un des rôles principaux de l'acclamée série d'espionnage Homeland. Durant les trois premières saisons, elle y prête ses traits à Jessica Brody, la femme d'un soldat revenu au pays après huit ans de captivité en Irak.
Son interprétation lui vaut une citation pour le Primetime Emmy Award de la meilleure actrice dans un second rôle dans une série télévisée dramatique.
Entre-temps, elle fait des apparitions remarquées dans deux épisodes de The Good Wife.
À partir de 2015, elle joue le rôle secondaire du Dr Leslie Thompkins, médecin à l'Asile d'Arkham dans la saison inaugurale de la série d'action revisitant la jeunesse de Batman, Gotham. Son rôle devient régulier dès la deuxième saison jusqu'à la 5e et dernière en 2019.
Parallèlement, elle parvient à percer au cinéma. Après un rôle, en 2014, dans la comédie à petit budget Back in the Day, réalisée par l'acteur Michael Rosenbaum, elle tient un rôle secondaire dans la comédie d'espionnage Spy, un gros succès critique et commercial.
En 2016, elle est à l'affiche de l'attendu film de super-héros Deadpool de Tim Miller, où elle joue Vanessa Carlysle. Ce blockbuster dans lequel elle incarne l’intérêt amoureux du protagoniste joué par Ryan Reynolds, rencontre un large succès critique et public.
Une suite est alors mise en chantier et elle reprend son personnage dans Deadpool 2 sorti en 2018, qui confirme ce succès. La même année, elle joue le personnage de Beatrice Baudelaire dans la troisième et dernière saison de la série télévisée Les Désastreuses Aventures des orphelins Baudelaire.
La même année, elle est à l'affiche de la comédie romantique indépendante Ode to Joy aux côtés de Martin Freeman. Mais cette production, en dépit de quelques prix glanés lors de certains festivals, laisse les critiques de marbre,,. En revanche, elle participe au documentaire biographique Framing John DeLorean centré sur l'entrepreneur John DeLorean avec Alec Baldwin et Josh Charles qui lui est très bien accueilli.
En 2020, elle est l'une des stars à apparaître dans la seconde saison de The Twilight Zone : La Quatrième Dimension. Au cinéma, alors qu'elle lance un appel aux producteurs de Deadpool afin d'apparaître dans le troisième volet attendu, elle défend le film catastrophe Greenland aux côtés de Gerard Butler,,. En raison de la pandémie de Covid-19 et de la fermeture des salles de cinéma, elle voit la sortie de Waldo, film d'action dans lequel elle joue aux côtés de Charlie Hunnam et Mel Gibson, repoussée à 2021.
On la retrouve à nouveau dans la peau de Vanessa Carlysle en 2024 dans le Deadpool & Wolverine de Shawn Levy, aux côtés de Ryan Reynolds et Hugh Jackman qui incarnent les deux héros principaux.

### Vie privée
Morena Baccarin épouse le producteur Austin Chick en novembre 2011. Le 22 octobre 2013, elle donne naissance à un garçon prénommé Julius. En juin 2015, Austin Chick demande le divorce après trois ans de vie commune, qui est officialisé le 18 mars 2016.
Depuis mars 2015, elle est en couple avec Ben McKenzie, dont elle a fait la connaissance sur le tournage de la série Gotham. En septembre 2015, elle annonce être enceinte de leur premier enfant. Le 2 mars 2016, elle donne naissance à une fille prénommée Frances Laiz Setta Schenkkan. En novembre 2016, ils annoncent leurs fiançailles. Ils se sont mariés le 2 juin 2017. En décembre 2020, elle annonce être enceinte de leur deuxième enfant. Le 9 mars 2021, elle donne naissance à un garçon prénommé Arthur.

## Filmographie

### Cinéma

#### Longs métrages
- 2001 : Perfume de Michael Rymer et Hunter Carson : Monica
- 2001 : Way Off Broadway de Daniel Kay : Rebecca
- 2002 : Roger Dodger de Dylan Kidd : Girl in Bar
- 2005 : Serenity : L'Ultime Rébellion (Serenity) de Joss Whedon : Inara Serra
- 2008 : Les Ombres du passé (Death in Love) de Boaz Yakin : la belle femme
- 2009 : Stolen Lives (en) d'Anders Anderson : Rose Montgomery
- 2014 : Back in the Day de Michael Rosenbaum : Laurie Miller
- 2015 : Spy de Paul Feig : Karen Walker
- 2016 : Deadpool de Tim Miller : Vanessa Carlysle
- 2018 : Deadpool 2 de David Leitch : Vanessa Carlysle
- 2019 : Ode to Joy de Jason Winer : Francesca
- 2019 : Framing John DeLorean de Don Argott et Sheena M. Joyce : Cristina Ferrare
- 2020 : Greenland de Ric Roman Waugh : Allison
- 2021 : Waldo, détective privé (Last Looks) de Tim Kirkby : Lorena Nascimento
- 2023 : Fast Charlie de Phillip Noyce : Marcie Kramer
- 2024 : Deadpool et Wolverine (Deadpool and Wolverine) de Shawn Levy : Vanessa Carlysle
- 2024 : Tropico de Giada Colagrande : Lucia / Olivia
- 2024 : Elevation de George Nolfi : Nina
- 2025 : Greenland: Migration de Ric Roman Waugh : Allison
- 2025 : Millers in Marriage d'Edward Burns : Tina
- 2026 : Masters of the Universe de Travis Knight

#### Courts métrages
- 2008 : T Takes: Room 111 de Brody Baker : The Guest in Room 111
- 2008 : T Takes: Morena Baccarin de Brody Baker : The Guest in Room 111

#### Films d'animation
- 2014 : Le Fils de Batman d'Ethan Spaulding : Talia al Ghul (vidéofilm)
- 2016 : Batman : Mauvais Sang de Jay Oliva : Talia al Ghul (vidéofilm)
- 2018 : Elliot the Littlest Reindeer de Jennifer Westcott : Corkie
- 2019 : To Your Last Death de Jason Axinn : Gamemaster

### Télévision

#### Téléfilms
- 2007 : La Malédiction des sables (Sands of Oblivion) de David Flores : Alice Carter
- 2008 : Stargate : L'Arche de vérité de Robert C. Cooper : Adria (vidéofilm)
- 2011 : Soupçons (Look Again) de Jean-Marc Piché : Allison

#### Séries télévisées
- 2002 : Firefly : Inara (rôle principal - 14 épisodes)
- 2003 : Still Life : Maggie Jones (6 épisodes)
- 2004 : It's Always Sunny in Philadelphia: It's Always Sunny on TV : Carmen (pilote non diffusé)
- 2006 : Kitchen Confidential : Gia (saison 1, épisode 11)
- 2006 : How I Met Your Mother : Chloe (saison 2, épisode 7)
- 2006 : Newport Beach : Maya Griffin (3 épisodes)
- 2006 : Justice : Lisa Cruz (saison 1, épisode 12)
- 2007 : Las Vegas : Sara Samari (saison 4, épisode 14)
- 2007 : Stargate SG-1 : Adria (5 épisodes)
- 2007 : Heartland : Jessica Kivala (rôle principal - 9 épisodes)
- 2008 : Dirt : Claire Leland (saison 2, épisode 6)
- 2008 : Médium : Brooke Hoyt (saison 5, épisode 9)
- 2008 : Numb3rs : Lynn Potter (saison 5, épisode 3)
- 2009-2011 : V : Anna (22 épisodes)
- 2010 : The Deep End : Beth Bancroft (pilote non diffusé)
- 2011-2014 : Mentalist : Erica Flynn (3 épisodes)
- 2011-2013 : Homeland : Jessica Brody (36 épisodes)
- 2012 - 2013 : The Good Wife : Isobel Swift (2 épisodes)
- 2014 : La Fille du désert : Rachel (rôle principal - mini-série, 2 épisodes)
- 2014 : Warriors : Tory (pilote non retenu par ABC)
- 2014-2023 : The Flash : Gideon (voix, 27 épisodes)
- 2015-2019 : Gotham : Dr Leslie Thompkins (82 épisodes)
- 2019 : Les Désastreuses Aventures des orphelins Baudelaire : Beatrice Baudelaire (2 épisodes)
- 2019 : Sessão de Terapia : Sofia Callas (7 épisodes)
- 2020 : The Twilight Zone : La Quatrième Dimension : Michelle Weaver (saison 2, épisode 2)
- 2022 : The Endgame (en) : Elena Federova
- depuis 2025 : Sheriff Country : Shérif Mickey Fox (rôle principal)

#### Séries d'animation
- 2005-2006 : La Ligue des justiciers (Justice League) :  Dinah Lance / Black Canary et Edgar Mandragora (saison 4, épisodes 1, 6 et 9)
- 2011 : Batman : L'Alliance des héros : Cheetah (1 épisode)

### Jeux vidéo
- 2017 : Destiny 2 : Sagira
- 2023 : Assassin's Creed Nexus : Dominika Wilk

## Distinctions
Sauf indication contraire ou complémentaire, les informations mentionnées dans cette section proviennent de la base de données IMDb.

### Récompenses
- Wine Country Film Festival 2001 : meilleure actrice pour Way Off Broadway
- BTVA People's Choice Voice Acting Awards 2015 : meilleure performance de doublage féminin dans une série télévisée pour The Flash
- Northeast Film Festival Horror Fest 2019 : meilleure distribution pour To Your Last Death (récompense partagée))

### Nominations
- NewNowNext Awards 2010 : meilleure révélation de l'année pour V
- Saturn Awards 2010 : meilleure actrice de télévision dans un second rôle pour V
- Scream Awards 2010 : meilleure révélation féminine pour V
- Saturn Awards 2011 : Meilleure actrice de télévision dans un second rôle pour V
- Online Film & Television Association Awards 2013 : meilleure actrice dans un second rôle dans une série télévisée dramatique pour Homeland
- Primetime Emmy Awards 2013 : meilleure actrice dans un second rôle dans une série télévisée dramatique pour Homeland
- Screen Actors Guild Awards 2013 : meilleure distribution pour une série télévisée dramatique pour Homeland (nomination partagée)
- BTVA Television Voice Acting Awards 2015 : meilleure performance féminine de doublage dans une série télévisée dramatique ou d'action pour The Flash
- Golden Schmoes Awards 2016 : meilleure distribution pour Deadpool (nomination partagée)
- Imagen Awards 2016 : meilleure actrice pour Deadpool
- MTV Movie & TV Awards 2016 : meilleure performance féminine et meilleur baiser (avec Ryan Reynolds) pour Deadpool
- Teen Choice Awards 2016 : meilleure actrice dans un film d'action pour Deadpool

## Voix francophones
En version française, Morena Baccarin est principalement doublée par Laurence Bréheret, qui est sa voix dans Firefly, V, Mentalist, Homeland, The Good Wife, Gotham, Ode to Joy ou encore Greenland.
De 2006 à 2008, elle est notamment doublée à quatre reprises par Marie Giraudon dans Stargate SG-1, Stargate : L'Arche de vérité, Las Vegas et Numb3rs.
Elle est également doublée en 2006 par Ève Lorach dans How I Met Your Mother, en 2009 par Armelle Gallaud dans Médium, par Juliette Degenne dans les films Deadpool, Sophie Landresse dans Waldo, détective privé ainsi que Delphine Moriau dans Elevation.
En version québécoise, Pascale Montreuil la double dans Serenity, La Porte des Étoiles : L'Arche de la Vérité, Deadpool, Deadpool 2 et Groenland.